# 蛯原杏奈
蛯原 杏奈（えびはら あんな、1999年8月7日 - ）は、北海道幕別町出身の女子競輪選手。日本競輪選手会北海道支部所属、ホームバンクは函館競輪場。日本競輪選手養成所第120期生。師匠は齋藤明（61期）。

## 経歴
幼少期よりアルペンスキーに打ち込み、柴田学園高校時代には全国高等学校選抜大会スーパー大回転で優勝するなど実績を残した。その後、函館競輪場が実施していたガールズケイリン選手を育成するホワイトガールズプロジェクトに参加、競輪選手を目指すこととなった。
2020年1月16日、日本競輪選手養成所第120回技能試験に合格。養成所競走成績は12位（7勝）。
2021年5月1日、静岡競輪場でデビューし5着となった。初勝利は同年5月10日の名古屋競輪場で挙げた。